# Кассаньяк, Поль Гранье де
Поль Гранье де Кассаньяк (2 декабря 1842 г., Гваделупа — 4 ноября 1904 г., Сент-Виатр) — французский политический деятель и журналист, сын Адольфа Гранье де Кассаньяка. Считается ультраправым бонапартистом.

## Биография
Уже с молодых лет Кассаньяк-младший приобрёл известность резкими выходками в печати, вызвавшими длинную серию дуэлей и судебных преследований. В последние годы Второй империи сделался главным редактором официозной газеты «Pays», в которой в течение многих лет боролся за интересы бонапартизма. Участвовал в качестве волонтёра в войне с Пруссией , был взят в плен под Седаном. 
По окончании войны издавал в департаменте Жер газету «Appel au peuple», потом снова принялся за редактирование «Pays». 
В 1876 году был избран в Палату депутатов, где вскоре усвоил себе систему прерывания ораторов и личных нападок. В своей газете призывал маршала Мак-Магона совершить государственный переворот.
27 июня 1878 г. женился на графине Жюли Акар.  
После смерти принца Наполеона, убитого 1 июня 1879 г. на войне с зулусами, Кассаньяк отказался признать главой династии Жозефа Наполеона и принял сторону Виктора Наполеона. 
В 1886 г. оставил редакцию «Pays» и основал собственную газету «Autorité». 
В эпоху буланжизма (конец 1880-х годов) играл деятельную роль в организации антиреспубликанской коалиции. 
В декабре 1891 года при обсуждении в Палате депутатов вопроса об отношениях между церковью и государством заявил, что в этом вопросе расходится с монархическими партиями и стоит за отделение церкви как выгодное для самой церкви.

## Публицистика
Издал несколько брошюр и памфлетов: «Empire et royauté» (1873); «Bataille électorale» (1875), «Histoire de la troisième République» (1875) и другие.

## Интересные факты
- В 1876 г. 33-летний Кассаньяк познакомился с 18-летней  Марией Башкирцевой, подружился с ней и некоторое время был предметом её девичьих грёз (что нашло отражение в её знаменитом Дневнике). Следствием дружбы с Кассаньяком, продолжавшейся до его женитьбы на Жюли Акар в 1878 г., было кратковременное увлечение Марии политикой и бонапартизмом[4].